# Шлюз (группа)
Шлюз — российская музыкальная группа, исполняющая ска-панк с женским вокалом.

## История группы
Группа «Шлюз» была основана осенью 1999 года в Москве. В первоначальный состав входили: Оксана Олишевская (Аксана Цветы) — вокал, Александр Усачёв — гитара, Владислав Тарасов — бас-гитара, Алексей Смирнов — ударные, Владислав Дашкевич — труба, Александр Кузнецов — тромбон.
В том же году группа выпускает дебютный альбом «Гады» на независимом лейбле (в 2000 он был переиздан фирмой грамзаписи Фили / FeeLee Record Company).
В 2003 году на лейбле BRP Records выходит второй альбом группы «Пойся, песня!».
В 2003 и 2004 участвует в «Байк-шоу».
В 2007 году группа выпускает третий альбом «Лестница», в записи альбома также принимали участие Родионов Владимир (Ульи), Сергей Миланин (Cabernet Deneuve), Константин Савельевских и Артём Серяков. Презентация альбома состоялась в клубе Б2 14 октября.
В 2007 году с клипом «Празднику Стоп!» группа заняла второе место в конкурсе «Видеомузыкант», проводимом Rambler.Vision и порталом Звуки. РУ..
В 2009 году группа принимала участие в фестивале «Ска в большом городе-2», а в 2011 участвовала в фестивале «Пустые холмы».
В сентябре 2011 года вышел четвертый студийный альбом группы — «Прилично».
7 марта 2013 года группа дала прощальный концерт в московском клубе «Билингва».

## Состав группы
Состав группы
на момент распада
Аксана Цветы — вокал

Александр Усачев — гитара

Тарас Конак — бас-гитара
Алексей Сахаров — барабаны

Владислав Дашкевич — труба

Андрей Разиньков — тромбон

Владислав Тарасов — директор группы (ex-бас-гитара)
Бывшие участники
Александр Кузнецов — тромбон.

Дмитрий Хлебников — тромбон (с 2001 года).

Ксения Олейникова — саксофон (с 2003 года).

Костя Савельевских — басист

Александр «Фукс» Фуковский — клавишные, саксофон (бывший участник группы Приключения Электроников)

Алексей Смирнов — барабаны.

## Дискография
Альбомы
- 1999 — Гады!
- 2003 — Пойся, песня!
- 2007 — Лестница
- 2009 — Сингл
- 2011 — Прилично

 Другие проекты 
- 2003 — «Небо И Земля — Небо»[8] (АнТроп) (Трибьют Бориса Гребенщикова)
7. Шлюз — Музыка Серебряных Спиц
- 2005 — Ramoneskidz: Russian DIY Tribute to the Ramones (Sheena Is A Punk Rocker)
- 2010 — Tribute to Distemper (Мечта)

## Видео
- ПРАЗДНИКУ СТОП! https://www.youtube.com/watch?v=KXeVV0RU1BU — Производство «У-СТУДИЯ»[9][10], режиссёр Владимир Родионов
- АКТРИСА https://www.youtube.com/watch?v=VxGxm5EGkjM Производство «У-СТУДИЯ»[9][10], режиссёр Владимир Родионов